# Пески (сельское поселение Кушалино)
Пески — деревня в Рамешковском районе Тверской области.

## География
Находится в восточной части Тверской области на расстоянии приблизительно 26 км на юг по прямой от районного центра поселка Рамешки.

## История
В 1859 году в карельской владельческой деревне Пески — 20 дворов, в 1887 — 26 дворов. В советское время работали колхозы «Красные Пески» и «Кушалино». В 2001 году в 5 домах жили местные жители,13 домов принадлежало наследникам и дачникам. До 2021 входила в сельское поселение Кушалино Рамешковского района до их упразднения.

## Население
Численность населения: 137 человек (1859 год), 14 (1989), 10 (русские 100 %) в 2002 году, 5 в 2010.